# Тройврх
45°07′ пн. ш. 15°22′ сх. д. / 45.12° пн. ш. 15.37° сх. д.
Тройврх (хорв. Trojvrh) — населений пункт у Хорватії, в Карловацькій жупанії у складі громади Йосипдол.

## Населення
Населення за даними перепису 2011 року становило 32 осіб.
Динаміка чисельності населення поселення: